# Piscina infinita

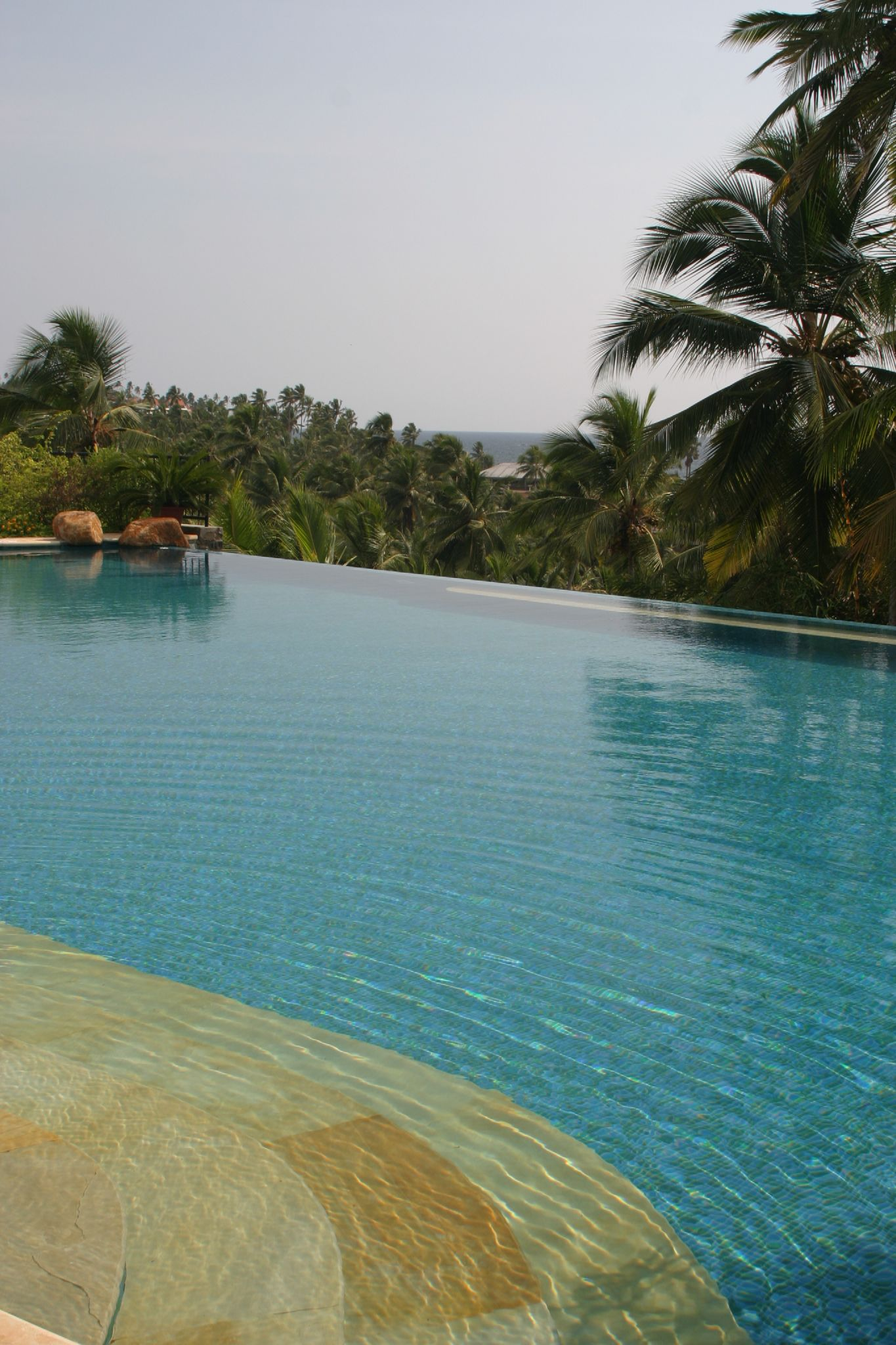
Piscina de borda infinita num hotel na Índia.

Uma piscina de borda infinita é uma piscina que produz um efeito visual ou uma ilusão de ótica de que a água se estende até o horizonte, ou desaparece, ou então se estende até o infinito. Esse tipo de piscina é extremamente caro, uma vez que exige um projeto de arquitetura e engenharia muito sofisticado e complexo. Fica ainda patente o pressuposto que uma vez que se quer criar a ilusão de ótica do infinito, deve-se ter em mente que o efeito causará a reflexão do horizonte adiante, sendo assim o investimento só se justifica, quando se tem algo que valha a pena refletir, como um pôr do sol ou uma linda vista. A combinação dos termos "piscina" e "infinita" sugere, ainda, o prolongamento indefinido de uma piscina limitada, curta, através de equipamentos elásticos que prendem o nadador para proporcionar o nado denominado "estático" ou nado parado.